# Juliusz Paetz
Juliusz Paetz (Poznań, 2 februari 1935 – Pleszew, 15 november 2019) was een Pools geestelijke. Hij was aartsbisschop van de Rooms-Katholieke Kerk in Poznan van 1996 tot 2002 toen hij aftrad.
Paetz werd in 1959 priester gewijd en werkte vervolgens enkele jaren in verschillende parochies in het aartsbisdom Poznan. Van 1967 tot 1982 was hij in dienst van de Romeinse Curie, waar hij aanvankelijk werkte op het secretariaat van de Bisschoppensynode. In 1976 werd hij benoemd tot prelaat van de antichambre van de paus, een ceremoniële functie binnen de Pauselijke Huishouding die er vooral uit bestaat om gasten die op audiëntie komen te begroeten en vervolgens voor te geleiden aan de paus. In deze hoedanigheid diende hij de pausen Paulus VI, Johannes Paulus I en Johannes Paulus II.
Deze laatste benoemde hem in 1983 tot bisschop van Łomża. De paus zelf wijdde hem bisschop in de Sint-Pietersbasiliek. In 1996 werd hij aartsbisschop van Poznan.
Eind 1999 deed een aantal geestelijken aangifte bij de kerkelijke autoriteiten van seksueel misbruik van de aartsbisschop. Eerst leken deze berichten alleen betrekking te hebben op zijn periode in Poznan, maar later werden er ook beschuldigingen gedeponeerd die stamden uit zijn tijd in Łomża. Er ontstond vervolgens in Polen een heftig publiek debat tussen de verdedigers van Paetz en diegenen die meenden dat de aartsbisschop zou moeten aftreden. Hoewel Paetz tot het einde toe alle beschuldigingen als laster heeft afgewezen, vroeg hij in 2002 ontslag, dat de paus hem verleende. Veelzeggend voor de waarde die het Vaticaan aan de beschuldigingen hecht, is dat de prefect van de Congregatie voor de Bisschoppen het Paetz uitdrukkelijk verboden heeft om in zijn voormalig aartsbisdom bisschoppelijke handelingen (zoals het voorgaan in vormselvieringen) te verrichten. In juni 2010 ging het gerucht dat Paetz zou zijn gerehabiliteerd. Dit gerucht werd evenwel onmiddellijk door de woordvoerder van het Vaticaan, pater Federico Lombardi, als onwaar van de hand gewezen.
- Gemeinsame Normdatei: 1144494702
- International Standard Name Identifier: 0000 0001 1360 7213
- Virtual International Authority File: 165991656
- WorldCat: E39PBJbtqwyBvRYWb8mq9FmWXd